# Mathias Lessort
Mathias Michel Lessort (ur. 29 września 1995 w Fort-de-France) – francuski koszykarz, występujący na pozycji środkowego, reprezentant kraju, obecnie zawodnik Partizana NIS Belgrad.
W 2013 zajął piąte miejsce w turnieju Nike Global Challenge. Rok później wystąpił w Eurocampie Adidasa. W 2017 reprezentował Philadelphia 76ers podczas letniej ligi NBA w Las Vegas.

## Osiągnięcia
Stan na 25 października 2022, na podstawie, o ile nie zaznaczono inaczej.

### Drużynowe
- Mistrz:
  - Eurocup (2021)
  - FIBA Europe Cup (2017)
  - Serbii (2018)
  - Francji U–21 (2013)
- Wicemistrz Ligi Adriatyckiej (2018, 2022)
- Zdobywca Pucharu Francji (2017)
- Finalista pucharu:
  - Serbii (2018, 2022)
  - Liderów Francji (2016)
- Uczestnik międzynarodowych rozgrywek klubowych FIBA Europe Cup (2015–2017)

### Indywidualne
(* – nagrody przyznane przez eurobasket.com)
- MVP:
  - ćwierćfinałów Eurocup (2021)
  - spotkania numer 2 ćwierćfinałów Eurocup (2020/2021)
  - kolejki*:
    - Eurocup (2x – 2020/2021, 13 – 2021/2022)
    - LNB Pro A (8 – 2016/2017, 2x – 2020/2021)
    - ligi niemieckiej (3 – 2019/2020)
    - Ligi Adriatyckiej (1 – 2017/2018)
- Najlepszy rezerwowy francuskiej ligi LNB Pro A (2016)
- Zaliczony do:
  - I składu:
    - Eurocup (2021)
    - Nike Global Challenge (2013)

  - II składu:
    - Eurocup (2019)
    - Ligi Adriatyckiej (2022)*

  - składu honorable mention*:
    - Eurocup (2022)
    - francuskiej ligi LNB Pro A (2017, 2021)
- Lider Eurocupu w blokach (2019)

### Reprezentacja
Seniorska
- Brązowy medalista mistrzostw świata (2019)
- Uczestnik:
  - europejskich kwalifikacji do mistrzostw świata (2017–2019 – 3. miejsce, 2021)
  - kwalifikacji do Eurobasketu (2020)

Młodzieżowa
- Uczestnik mistrzostw Europy U–20 (2014 – 8. miejsce, 2015 – 4. miejsce)